# Alain Ballay
Pour les articles homonymes, voir Ballay (homonymie).
Alain Ballay, né le 19 février 1954 à Besançon, est un homme politique français, député de la 1re circonscription de la Corrèze (2016-2017).

## Biographie

### Carrière professionnelle
Alain Ballay est infirmier psychiatrique de formation, il effectue une grande partie de sa carrière au centre hospitalier de Novillars dans le Doubs où il termine comme cadre supérieur. En 2000, il devient directeur du service de soins du centre hospitalier (CH) La Cellette du Pays d'Eygurande, puis chargé de mission pour la création d'une unité pour malades difficiles (UMD). À 55 ans, il s'installe comme artisan menuisier après avoir obtenu un certificat d'aptitude professionnelle (CAP), et prend ensuite sa retraite.

### Engagement politique
Il est d'abord élu en 1995 adjoint au maire de Thise. De 1994 à 1997, il préside l'Avenir de Thise, une association sportive.
Après s'être installé sur le canton d'Eygurande en 2000, il adhère au Parti socialiste (PS) en 2003 et devient secrétaire de la section locale du PS en 2008.
Alain Ballay, se présente lors des élections cantonales de 2011 dans le canton d'Eygurande en tant que dissident socialiste. Il est élu conseiller général à l'issue du second tour, le 27 mars 2011, avec 53,4 % des suffrages face au candidat sortant, Pierre Chevalier.
Exclu du PS en 2011, la même année après l'élection de Gérard Bonnet à la tête du conseil général en mai 2012, il en devient le vice-président chargé des services publics, de l'autonomie, du maintien des personnes âgées à domicile et de la domotique. Il ne se représente pas lors des premières élections départementales en 2015.
Lors des élections municipales de 2014, candidat à la tête de la liste Ensemble pour une nouvelle dynamique pour Aix, il est élu conseiller municipal.
Suppléant de Sophie Dessus depuis les élections législatives de 2012, il devient député le 3 mars 2016 à la suite de la mort de sa titulaire. Se disant « pro-Hollande » — avec un « regard critique » —, il envisage de se représenter lors des législatives de 2017, mais il sera évincé par le PS au profit de Bernard Combes, maire de Tulle.
En avril 2018, il devient le secrétaire de la section PS d'Ussel-Eygurande.
En février 2020, il annonce sa candidature pour la commune d'Aix lors des élections municipales. Alain Ballay et sa liste ne sont pas élus le 15 mars.

### Vie personnelle
Il est père de six enfants.

## Mandats et fonctions

### Antérieurs

#### Assemblée nationale
- Député pour la 1re circonscription de la Corrèze du 4 mars 2016 au 20 juin 2017
- Député suppléant de Sophie Dessus du 20 juin 2012 au 3 mars 2016

#### Mandats locaux et intercommunaux
- Conseiller municipal d'Aix de mars 2014 à mai 2020
- 10e vice-président du Conseil général de la Corrèze du 25 mai 2012 au 29 mars 2015
- Conseiller général de la Corrèze, élu dans le canton d'Eygurande, du 28 mars 2011 au 29 mars 2015
- Conseiller municipal de Thise, de 1995 à 2001